# Tusnad Cycling Team
Das Tusnad Cycling Team war ein rumänisches Radsportteam mit Sitz in Miercurea Ciuc.
Die Mannschaft wurde 2009 gegründet und nahm als Continental Team an den UCI Continental Circuits teil. Manager war Imre Török, der von den Sportlichen Leitern Santa Arpad, Cristiano Valoppi und Ciprian Paun unterstützt wurde. Die Mannschaft wurde mit Fahrrädern der Marke Vivelo-Bikes ausgestattet. Nach der Saison 2017 wurde das Team aufgelöst.

## Saison 2017

### Erfolge in der UCI Europe Tour
In den Rennen der UCI Europe Tour Saison 2017 der UCI Europe Tour gelangen die nachstehenden Erfolge.
| Datum     | Rennen                           | Kat. | Sieger               |
| --------- | -------------------------------- | ---- | -------------------- |
| 16. Juni  | 1. Etappe Serbien-Rundfahrt      | 2.2  | Hugo Ángel Velázquez |
| 9. August | Prolog Tour of Szeklerland (EZF) | 2.2  | Nicolae Tanovițchii  |

## Platzierungen in UCI-Ranglisten
UCI Africa Tour
| Saison    | Mannschaftswertung | Fahrerwertung       |
| --------- | ------------------ | ------------------- |
| 2009      | -                  | -                   |
| 2010      | 14.                | Andrea Pinos (163.) |
| 2011-2016 | -                  | -                   |

UCI America Tour
| Saison    | Mannschaftswertung | Fahrerwertung         |
| --------- | ------------------ | --------------------- |
| 2009-2012 | -                  | -                     |
| 2013      | 34.                | Facundo Lezica (204.) |
| 2014-2016 | -                  | -                     |

UCI Asia Tour
| Saison    | Mannschaftswertung | Fahrerwertung            |
| --------- | ------------------ | ------------------------ |
| 2009      | 53.                | Aurélien Passeron (268.) |
| 2010-2011 | -                  | -                        |
| 2012      | 67.                | Matija Kvasina (313.)    |
| 2013-2016 | -                  | -                        |

UCI Europe Tour
| Saison | Mannschaftswertung | Fahrerwertung           |
| ------ | ------------------ | ----------------------- |
| 2009   | 77.                | Serghei Țvetcov (447.)  |
| 2010   | 73.                | Bruno Rizzi (331.)      |
| 2011   | 74.                | Georgi Georgiew (259.)  |
| 2012   | 33.                | Matija Kvasina (59.)    |
| 2013   | 40.                | Ivan Stević (61.)       |
| 2014   | 91.                | Alexandr Braico (340.)  |
| 2015   | 92.                | Artem Topchanyuk (405.) |
| 2016   | 109.               | Daniel Crista (773.)    |